# Yūko Morimoto
Yūko Morimoto (jap. 森本 ゆう子, Morimoto Yūko) ist eine ehemalige japanische Fußballspielerin.

## Karriere

### Verein
Sie begann ihre Karriere bei Prima Ham FC Kunoichi. 

### Nationalmannschaft
Morimoto wurde 1993 in den Kader der japanischen Nationalmannschaft berufen und kam bei der Asienmeisterschaft der Frauen 1993 zum Einsatz. Sie wurde in den Kader der Asienmeisterschaft der Frauen 1997 berufen. Insgesamt bestritt sie zehn Länderspiele für Japan.